# Le Puy-en-Velay
Le Puy-en-Velay er en mindre fransk provinsby. Den er hovedsæde i departementet Haute-Loire.